# The Ritual (1996)
The Ritual ist ein US-amerikanischer Kurzfilm nach dem Drehbuch und unter der Regie von Gore Verbinski aus dem Jahr 1996. Die Geschichte handelt von einer Hausfrau, die die Zeit des Wartens auf die Heimkehr ihres Mannes mit Schicksalsritualen verbringt. Es ist der erste Film von Verbinski, nachdem er zuvor vornehmlich Werbefilme gedreht hatte.